# 臺中市第二期市地重劃區
臺中市第二期市地重劃區(簡稱二期重劃區，官方稱 二期麻園頭市地重劃)位於臺灣臺中市西區。該區重劃前為雜亂的農地及未開發住宅區，房屋簡陋、道路田徑，無公共設施的荒涼地區。重劃後，交通便利及有著名的向上市場。

## 地理範圍
- 東：美村路
- 西：忠明南路
- 南：向上路
- 北：忠誠街

## 簡介
- 建築用地面積：17.5778公頃
- 重劃後段別名稱：麻園頭

## 地區建設
市場
- 向上市場

## 外部連結
- 臺中市政府
- 臺中市政府地政局